# Vara köping
Denna artikel handlar om den tidigare kommunen Vara köping. För orten, se Vara, för dagens kommun, se Vara kommun.
Vara köping  var tidigare en kommun i Skaraborgs län.

## Administrativ historik
Köpingen bildades 1894 genom en utbrytning ur Vara landskommun där Vara municipalsamhälle inrättats 26 oktober 1883. Landskommunen inkorporerades i sin helhet 1936 i köpingen. 1967 inkorporerades i köpingen landskommunerna Levene, Ryda och Vedum. 1971 omvandlades köpingen till Vara kommun.
Köpingen tillhörde före inkorporeringar Vara församling.

## Heraldiskt vapen
Köpingen saknade vapen.

## Geografi
Vara köping omfattade den 1 januari 1952 en areal av 12,93 km², varav 12,86 km² land.

### Tätorter i köpingen 1960
I Vara köping fanns tätorten Vara, som hade 2 387 invånare den 1 november 1960. Tätortsgraden i köpingen var då 85,6 procent.

## Politik

### Mandatfördelning i valen 1938-1966
| 6 | 4 | 3 | 7 |

| 20 |

| 6 | 2 | 6 | 6 |

| 18 |

| 1 | 4 | 6 | 6 | 3 |

| 19 |

| 6 | 4 | 7 | 3 |

| 18 |

| 5 | 5 | 5 | 5 |

| 20 |

| 5 | 3 | 1 | 5 | 6 |

| 19 |

| 8 | 2 | 3 | 6 | 6 |

| 22 |

|  | 8 | 13 | 6 | 12 |

| 39 |